# Maine, Quận Outagamie, Wisconsin
Maine là một thị trấn thuộc quận Outagamie, tiểu bang Wisconsin, Hoa Kỳ. Năm 2010, dân số của thị trấn này là 854 người.